# Roberts Blossom
Roberts Scott Blossom (New Haven, Connecticut, USA, 1924. március 25. – Santa Monica, Kalifornia, 2011. július 8.) amerikai film- és televíziós színész, költő.

## Fiatalkora
Roberts Scott Blossom néven született a connecticuti New Havenben. Apja, John Blossom a Yale Egyetem sportigazgatója volt. Clevelandben nevelkedett, később az ohiói Shaker Heightsba költöztek. A Hawken School tanulója volt, majd 1941-ben érettségizett az Asheville School-ban. Egy évig a Harvard Egyetem hallgatója volt, majd csatlakozott az Egyesült Államok hadseregéhez, és a második világháború idején Európában szolgált. Eredetileg terapeutának tanult, később azonban a színészet mellett döntött.
A Karamu House és a Cleveland-i Candlelight Theater produkcióiban kezdett rendezéssel és színészettel foglalkozni. Azután New Yorkba költözött, ahol kalapkészítéshez használt tollak kötözéséből tartotta fenn magát. A dianetika nevű vitatott terápiás módszert is gyakorolta. Mielőtt főállású színész lett, pincérkedéssel is foglalkozott.

## Pályafutása
Az 1950-es években kezdett színpadra lépni. Három Obie-díjat nyert, olyan off-Broadway fellépésekben, mint a Village Wooing (1955), a Do Not Pass Go (1965) és a The Ice Age (1976). Az 1960-as években Filmstage néven multimédiás avantgárd színházi társulatot alapított. Broadway-szerepei közé tartozik a Ballad of the Sad Cafe, az Operation Sidewinder, valamint Peter Brook 1988-ban megjelent Cseresznyéskert-adaptációja.
1958-tól kezdett megjelenni a mozivásznon. Első nagyjátékfilmes megjelenése 1971-es A kórház című szatirikus filmvígjátékban volt, mely George C. Scott főszereplésével készült. Az 1970-es években olyan filmekben szerepelt, mint A nagy Gatsby (1974), Robert Redforddal és Mia Farrow-val, Az ötös számú vágóhíd (1972), a Steven Spielberg rendezésében készült Harmadik típusú találkozások (1977), valamint a Szökés az Alcatrazból (1979), Clint Eastwood főszereplésével.
Egyik legemlékezetesebb alakítását a Tébolyult című 1974-es horrorfilmben nyújtotta. Ezra Cobb sorozatgyilkost formálta meg, akit Ed Geinről mintáztak. Ez idő alatt nem csak filmekben, de népszerű televíziós sorozatok epizódjaiban is feltűnt hosszabb-rövidebb időre.
Legismertebb szerepe az 1990-es Reszkessetek, betörők! című film idős hólapátolója volt. Egyik utolsó szerepét az 1995-ös Gyorsabb a halálnál című westernfilmben kapta, néhány évvel visszavonulása előtt.

## Magánélete
Kétszer nősült, első felesége Beverly Schmidt Blossom volt, akitől született egy Michael nevű fia. Második neje Marylin Orshan Blossom volt, házasságukból egy lányuk született, Deborah Blossom. Második házassága Marylin 1982-ben bekövetkezett halálával ért véget.
Miután az 1990-es évek végén visszavonult a filmes pályától, a kaliforniai Berkeley-be költözött, és szabadidejét a költészetnek szentelte.
Később Santa Monicába költözött, ahol 2011-ben hunyt el.

## Halála
2011. július 8-án, 87 éves korában hunyt el, stroke következtében. Halálakor a kaliforniai Santa Monicában fekvő idősek otthonában élt.
Sírja a Santa Monica-i Woodlawn Memorial Temetőben található.

## Filmográfia

### Film
| Év   | Magyar cím                   | Eredeti cím                                                           | Szerep                | Magyar hang       |
| ---- | ---------------------------- | --------------------------------------------------------------------- | --------------------- | ----------------- |
| 1959 |                              | Echo of an Era (rövidfilm)                                            | ismeretlen szerep     |                   |
| 1961 |                              | The Sins of Jesus (rövidfilm)                                         | ismeretlen szerep     |                   |
| 1971 | A kórház                     | The Hospital                                                          | Guernsey              |                   |
| 1972 | Az ötös számú vágóhíd        | Slaughterhouse-five                                                   | Wild Bob Cody         | Szatmári István   |
| 1972 |                              | Please Stand by                                                       | Nott bíró             |                   |
| 1972 |                              | The Witches of Salem: The Horror and the Hope (rövidfilm)             | Phips kormányzó       |                   |
| 1974 | Tébolyult                    | Deranged                                                              | Ezra Cobb             |                   |
| 1974 | A nagy Gatsby                | The Great Gatsby                                                      | Mr. Gatz              | Dobránszky Zoltán |
| 1974 |                              | The Great Masquerade                                                  | Sherwood Gates        |                   |
| 1977 |                              | Citizens Band                                                         | Papa Thermodyne       |                   |
| 1977 | Harmadik típusú találkozások | Close Encounters of the Third Kind                                    | Farmer                | nem ismert        |
| 1977 | Harmadik típusú találkozások | Close Encounters of the Third Kind                                    | Farmer                | Uri István        |
| 1977 | Harmadik típusú találkozások | Close Encounters of the Third Kind                                    | Farmer                | Csuha Lajos       |
| 1979 | Szökés az Alcatrazból        | Escape from Alcatraz                                                  | Chester 'Doki' Dalton | Vas János         |
| 1980 | Feltámadás                   | Resurrection                                                          | John Harper           |                   |
| 1983 | Christine                    | Christine                                                             | George LeBay          | Izsóf Vilmos      |
| 1983 | Christine                    | Christine                                                             | George LeBay          | Balázsi Gyula     |
| 1983 |                              | Reuben, Reuben                                                        | Frank Spofford        |                   |
| 1984 | Gyulladáspont                | Flashpoint                                                            | Amarillo              | Kun Vilmos        |
| 1985 | Megőrülök érted              | Vision Quest                                                          | Harry Swain           |                   |
| 1987 |                              | Candy Mountain                                                        | Archie                |                   |
| 1988 | Krisztus utolsó megkísértése | The Last Temptation of Christ                                         | remeték mestere       | Komlós András     |
| 1989 | Örökké                       | Always                                                                | Dave                  | Makay Sándor      |
| 1989 | Örökké                       | Always                                                                | Dave                  | Kiss László       |
| 1990 | Reszkessetek, betörők!       | Home Alone                                                            | Marley                | Benkő Gyula       |
| 1991 | Doc Hollywood                | Doc Hollywood                                                         | Evans bíró            | Kenderesi Tibor   |
| 1991 |                              | Death Falls                                                           | Hals Johnson          |                   |
| 1995 | Gyorsabb a halálnál          | The Quick and the Dead                                                | Doc Wallace           | Palóczy Frigyes   |
| 1995 | Gyorsabb a halálnál          | The Quick and the Dead                                                | Doc Wallace           | Perlaki István    |
| 2000 |                              | Full Blossom: The Life of Poet/Actor Roberts Blossom (dokumentumfilm) | önmaga                |                   |

### Televízió
| Év        | Magyar cím           | Eredeti cím                  | Szerep                        | Megjegyzések           |
| --------- | -------------------- | ---------------------------- | ----------------------------- | ---------------------- |
| 1957      |                      | Studio One                   | menekült                      | 1 epizód               |
| 1958      |                      | Naked City                   | Brissen / hentes              | 2 epizód               |
| 1959–1961 |                      | The DuPont Show of the Month | Billy Budd / Gustav           | 2 epizód               |
| 1959      |                      | The Art Carney Show          | Simon Stimson                 | 1 epizód               |
| 1959      |                      | Camera Three                 | önmaga                        | 1 epizód               |
| 1960      |                      | John Brown's Raid            | Stevens                       | tévéfilm               |
| 1960      |                      | The Robert Herridge Theater  | ismeretlen szerep             | 1 epizód               |
| 1962      |                      | The Eleventh Hour            | skizofrén                     | 1 epizód               |
| 1964      |                      | Brenner                      | olvasó                        | 1 epizód               |
| 1964      |                      | The Defenders                | Thomas Riggs                  | 1 epizód               |
| 1972      |                      | Great Performances           | bíró / prédikátor             | 1 epizód               |
| 1975      |                      | Beacon Hill                  | D.W. Griffith                 | 1 epizód               |
| 1976      |                      | The Adams Chronicles         | Carver                        | minisorozat (1 epizód) |
| 1976–1978 |                      | Another World                | Bert Ordway / Sven Petersen   | 2 epizód               |
| 1980      |                      | ABC Weekend Special          | Mr. LeGrand                   | 1 epizód               |
| 1981      |                      | Mourning Becomes Electra     | Seth                          | minisorozat (5 epizód) |
| 1981      |                      | Family Reunion               | Phil King                     | tévéfilm               |
| 1982      |                      | The Wall                     | Kuchaski                      | tévéfilm               |
| 1982      |                      | Johnny Belinda               | John McAdam                   | tévéfilm               |
| 1984      |                      | Airwolf                      | idős férfi kutyával           | 1 epizód               |
| 1985      |                      | American Playhouse           | Mr. McClellan                 | 1 epizód               |
| 1985      |                      | Amazing Stories              | Opa Globe                     | 1 epizód               |
| 1985–1987 | Alkonyzóna           | The Twilight Zone            | férfi / Mordecai Hawkline     | 2 epizód               |
| 1986      | A simlis és a szende | Moonlighting                 | Lawrence Everette             | 1 epizód               |
| 1986      |                      | Tales from the Darkside      | inkvizítor                    | 1 epizód               |
| 1986      |                      | The Equalizer                | Oscar Peabody                 | 1 epizód               |
| 1987      |                      | At Mother's Request          | Doug Steele                   | minisorozat (2 epizód) |
| 1987      |                      | Stingray                     | Pat 'The Cat' Morel nagybácsi | 1 epizód               |
| 1989      | Az éjszaka árnyai    | In the Heat of the Night     | Dr. Harris Pendleton          | 1 epizód               |
| 1992      | Miért éppen Alaszka? | Northern Exposure            | Ned Svenborg                  | 1 epizód               |
| 1992      |                      | The Habitation of Dragons    | Mr. Charlie                   | tévéfilm               |
| 1992      |                      | Crossroads                   | Oscar Poland                  | 1 epizód               |
| 1993      |                      | The American Clock           | Old Wayne Taylor              | tévéfilm               |
| 1993      |                      | Murder in the Heartland      | Gus Meyer                     | minisorozat (2 epizód) |
| 1997      | Chicago Hope Kórház  | Chicago Hope                 | William Kronk                 | 1 epizód               |
| 1999      | A csodafarm          | Balloon Farm                 | 'Weasel' Mayfield             | tévéfilm               |

## Fordítás
- Ez a szócikk részben vagy egészben  a   Roberts Blossom című angol Wikipédia-szócikk fordításán alapul.  Az eredeti cikk szerkesztőit annak laptörténete sorolja fel. Ez a jelzés csupán a megfogalmazás eredetét és a szerzői jogokat jelzi, nem szolgál a cikkben szereplő információk forrásmegjelöléseként.